# Pangkalan Kerinci Kota
Pangkalan Kerinci Kota is een bestuurslaag in het regentschap Pelalawan van de provincie Riau, Indonesië. Pangkalan Kerinci Kota telt 26.492 inwoners (volkstelling 2010).